# Лудолф II фон Халермунд
Лудолф II фон Халермунд (на немски: Ludolf II von Hallermund; * ок. 1180; † 15 ноември 1256) от фамилията Кефернбург е от 1195 г. граф на Халермунд-Локум.
Той е син на граф Гюнтер II фон Шварцбург–Кефернбург († 1197)  и втората му съпруга Аделхайд фон Локум-Халермунд († сл. 1189), наследничка на графство Халермунд, дъщеря на граф Вилбранд I фон Локум-Халермунд (Вулбранд; 1120 – 1167) и Беатрикс, дъщеря на пфалцграф Ото I фон Салм.
Брат му Вилбранд фон Кефернбург († 1253) е от 1235 г. архиепископ на Магдебург. Полубрат е на Албрехт I фон Кефернбург († 1232), архиепископ на Магдебург (1205 – 1232) и на граф Хайнрих II фон Шварцбург-Бланкенбург († 1236). От първия брак на майка му той има две полусестри. Аделхайд фон Васел († сл. 1244) е омъжена първо за граф Бернхард II фон Ратцебург († 1198) и след неговата смърт за граф Адолф I фон Дасел († 1224), син на Лудолф I фон Дасел. Втората му полусестра Фридерун († сл. 1198) е монахиня. През 1191 г. майка му наследява след смъртта на нейния брат графство Халермунд в Княжество Каленберг.
Лудолф II се жени за Кунигунда фон Шваленберг-Пирмонт († пр. 1255), дъщеря на граф Готшалк I фон Пирмонт († сл. 1247), внучка на Витекинд II фон Шваленберг († 1188/89).
Около 1200 г. той отделя Пирмонт от Шваленберг.

## Деца
от първи брак:
- Беатрикс († сл. 1272), омъжена за граф Готшалк II фон Пирмонт († 1258/1262), син на граф Готшалк I фон Пирмонт († сл. 1247)

От втория му брак с Кунигунда фон Шваленберг:
- Лудолф III († 1264), женен за графиня Юта фон Хоя († 1264), дъщеря на граф Хайнрих I фон Хоя († 1235/1236) и Рихца фон Вьолпе († 1227)
- син († сл. 1231)
- дете